# Colombiana
Colombiana  är en fransk actionfilm från 2011, regisserad av Olivier Megaton och producerad av Luc Besson. Filmens stjärnor är Zoë Saldaña, Michael Vartan, Jordi Molla och Lennie James.

## Handling
Zoë Saldaña har rollen som den iskalla professionella mördaren Cataleya Restrepo, en skoningslös kvinna som är på jakt efter männen som brutalt avrättade hennes föräldrar när hon var endast nio år, då de bodde i Bogotá. Genom ett under lyckades hon fly den gången och ta sig till sin farbror Emilio (Cliff Curtis) i Chicago. Emilio har förgäves försökt förhindra att Cataleya lever sitt liv som brottsling, men när åren passerar och Cataleya växer upp till en professionell mördare, inser han snart att inget kan stoppa henne från att hämnas sina föräldrars död. Hon ger sig ut på en brutal och farofylld jakt där endast en person kan komma levande därifrån – Cataleya eller mannen som ligger bakom hennes föräldrars mord, Don Luis (Beto Benites).

## Rollista
| Zoë Saldaña      | – Cataleya Restrepo     |
| Amandla Stenberg | – Cataleya som barn     |
| Michael Vartan   | – Danny Delanay         |
| Cliff Curtis     | – Emilio                |
| Lennie James     | – Specialagent Ross     |
| Callum Blue      | – Richard               |
| Jordi Mollà      | – Marco                 |
| Graham McTavish  | – Head Marshal Warren   |
| Max Martini      | – Specialagent Williams |
| Jesse Borrego    | – Fabio                 |
| Sam Douglas      | – William Woodward      |
| Doug Rao         | – Michael Shino         |
| Beto Benites     | – Don Luis              |